# Делен (футболист)
Владен Ла́заро Руис Кеведо (порт.-браз. Vladem Lázaro Ruiz Quevedo; 15 апреля 1935, Порту-Алегри, по другим данным Сан-Паулу — 28 марта 2007, Буэнос-Айрес), более известный как  Деле́н (порт.-браз. Delém) — бразильский футболист, нападающий.

## Карьера
Делен начал карьеру в клубе «Гремио». В 1958 году он перешёл в «Васко да Гаму». В 1961 году нападающий стал игроком аргентинского «Ривер Плейта», где дебютировал 16 апреля в матче с «Ланусом» (5:1). 23 июля того же года Делен забил первый мяч за клуб, поразив на 39-й минуте встречи ворота «Росарио Сентраль» (4:2). В 1962 году он забил за клуб 19 голов, став третьим снайпером чемпионата. Но клуб занял второе место, уступив два очка «Боке Хуниорс». В том же первенстве он в матче «Ривера» и «Боки» бил пенальти, но голкипер соперника Антонио Рома смог отбить удар, в результате «Хуниорс» матч выиграл со счётом 1:0, а этих потерянных очков не хватило «Риверу», чтобы догнать соперника. В 1966 году он помог клубу достигнуть финала Кубка Либертадорес, но там команда проиграла «Пеньяролю». Всего за «Ривер Плейт» форвард играл до 1967 года, проведя в чемпионате 98 матчей и забив 35 голов, всего 110 матчей и 36 голов. Последний матч за клуб форвард провёл 21 мая с клубом «Депортиво Эспаньол» (1:3). Завершил карьеру Делен в клубах «Коло-Коло», «Универсидад Католика», где сыграл 7 матчей и забил 1 гол, и «Америка».
В 1970 году он начал тренерскую карьеру, устроившись помощником Диди в «Ривер Плейте». C апреля по декабрь 1973 году он самостоятельно возглавил команду. В 1975 году Делен стал главным тренером «Уракана». Позже бразилец работал с 1976 по 1977 год в «Велес Сарсфилде», был помощником Диди в «Аль-Ахли». Затем трудился в «Архентинос Хуниорс», вновь «Велес Сарсфилде», «Сан-Лоренсо», «Химнасии и Эсгриме». В 1989 году Делен возвратился в «Ривер Плейт», чтобы работать генеральным менеджером молодёжных составов команды. С его помощью в клубе оказалось много молодых игроков, которые выросли в звёзд футбола, включая Хавьера Маскерано, Ариэля Ортегу, Марсело Гальярдо, Радамеля Фалькао, Эрнана Креспо, Пабло Аймара, Хавьера Савиолу, Сантьяго Солари. При этом, у него были и неудачи. Когда в клубе проходил просмотр юный Лионель Месси, Делен отказал ему, сказав: «Таких, как он, здесь несколько». В декабре 2001 года, с приходом на пост президента «Ривер Плейта» Хосе Мария Агилара, Делен был уволен. Сам бразилец был очень расстроен этим решением и жаловался на то, что причину увольнения ему не объяснили. После этого он проживал в Буэнос-Айресе, где и умер в 2007 году от сердечного приступа, находясь в кондитерской на Калле Парагвай.

## Статистика игр за сборную
| Матчи Делена за сборную Бразилии | Матчи Делена за сборную Бразилии | Матчи Делена за сборную Бразилии | Матчи Делена за сборную Бразилии | Матчи Делена за сборную Бразилии | Матчи Делена за сборную Бразилии | Матчи Делена за сборную Бразилии |
| -------------------------------- | -------------------------------- | -------------------------------- | -------------------------------- | -------------------------------- | -------------------------------- | -------------------------------- |
| №                                | Дата                             | Место проведения                 | Оппонент                         | Счёт                             | Голы                             | Турнир                           |
| 1                                | 1 мая 1960                       | Александрия                      | Египет                           | 3:1                              | -                                | Товарищеский матч                |
| 2                                | 16 мая 1960                      | Лиссабон                         | Спортинг (Лиссабон)              | 4:0                              | -                                | Товарищеский матч                |
| 3                                | 26 мая 1960                      | Буэнос-Айрес                     | Аргентина                        | 2:4                              | 1                                | Кубок Рока                       |
| 4                                | 29 мая 1960                      | Буэнос-Айрес                     | Аргентина                        | 4:1                              | 2                                | Кубок Рока                       |
| 5                                | 29 июня 1960                     | Рио-де-Жанейро                   | Чили                             | 4:0                              | -                                | Товарищеский матч                |
| 6                                | 3 июля 1960                      | Асунсьон                         | Парагвай                         | 2:1                              | 1                                | Кубок Атлантики                  |
| 7                                | 9 июля 1960                      | Монтевидео                       | Уругвай                          | 0:1                              | -                                | Кубок Атлантики                  |
| 8                                | 12 июля 1960                     | Рио-де-Жанейро                   | Аргентина                        | 5:1                              | 1                                | Кубок Атлантики                  |

## Достижения
- Чемпион штата Риу-Гранди-ду-Сул: 1956, 1957
- Чемпион Кариоки: 1958
- Победитель турнира Рио-Сан-Паулу: 1958

## Личная жизнь
Делен был женат на Ане Марии. У них было двое детей — Кристиан и Марилия.